# Tidsrelæ
Et tidsrelæ er et elektrisk relæ, der er konstrueret så skiftet af kontakternes stilling er forsinket før eller efter der sættes strøm på spolen.

## Virkemåde
Der findes generelt to typer af tidsrelæer, mekaniske og elektriske, hvor de elektriske er de mest anvendte i dag, pga. lav pris og lang levetid.

### Mekaniske tidsrelæer

#### Termisk tidsrelæ
I et termisk tidsrelæ er spolen udskiftet med et varmelegeme, der opvarmer et stykke bimetal. Bimetallet bøjer efter en vis tid og skifter kontakten; fjernes strømmen afkøles bimetallet og kontakten falder tilbage. Termiske relæer er forsinkede både i indkobling og udkobling, og virker derfor som blinkrelæer. Denne type anvendtes tidligere meget som blinkrelæ i biler, og kunne endda ses indbygget i elektriske blinkende pærer, hvor bimetallet opvarmedes af pærens glødetråd.

#### Pneumatisk tidsrelæ
Et pneumatisk tidsrelæ skifter som et almindeligt relæ, men en eller begge retninger er forsinket af en pneumatisk bremse.

#### Mekanisk tidsrelæ
I et mekanisk tidsrelæ opstår forsinkelsen ved, at et urværk (som regel et lille værk med et simpelt hemværk) trækkes op af en spole, eller evt. ved tryk på en knap, der direkte aktiverer urværket, og aktiverer et kontaktsæt, når den indstillede tid er udløbet.

#### Elektromekanisk tidsrelæ
I et elektromekanisk tidsrelæ opstår forsinkelsen ved, at en synkronmotor aktiverer et kontaktsæt, når den indstillede tid er udløbet.

### Elektriske tidsrelæer

#### RC-led
I tidsrelæer, der anvender et RC-led, oplades en kondensator igennem en modstand. Når kondensatoren lades op, stiger spændingen over kondensatoren, og der anvendes et kredsløb, til at bestemme hvornår den er over et vist niveau, og skifter kontaktsættet. Modstanden er ofte udskiftet med et potentiometer, således at tiden kan justeres.

#### Impulstæller
Tidsrelæer, der anvender impulstællere, er de mest nøjagtige, der findes. De er typisk opbygget omkring et krystal, der afgiver et meget nøjagtigt antal impulser pr. sekund, en tællerkreds tæller så, hvornår den indstillede tid er gået. Tiden indstilles typisk med kontakter eller det binære talystem.

## On-delay (forsinket indkobling)
Ved on-delay er kontaktfunktionen forsinket, efter spolen er aktiveret, udkoblingen sker samtidig med, at strømmen fjernes fra spolen.

### Symbol
I el-dokumentation nummereres relæet med et K efterfulgt af et tal, eks. K1.
Det kan være svært at huske, hvordan buen på kontakten skal vende, men hvis man ser den som en lille faldskærm, der forsinker bevægelsen, kan man se hvilken vej, den er forsinket.

## Off-delay (forsinket udkobling)
Ved off-delay indkobles kontaktfunktionen sammen med spolen, udkoblingen er forsinket efter strømmen er fjernet fra spolen.

### Symbol
I el-dokumentation nummereres relæet med et K efterfulgt af et tal, eks. K1.
Det kan være svært at huske, hvordan buen på kontakten skal vende, men hvis man ser den som en lille faldskærm, der forsinker bevægelsen, kan man se hvilken vej, den er forsinket.

## Nummerering af tilslutninger
Der er ingen regler for hvordan relæspolens tilslutninger nummereres, ofte bruges A1 og A2, eller + og -. Kontakternes tilslutninger nummereres med tocifrede tal, det første ciffer er placeringscifferet, der viser kontaktens placering på relæet, normalt begyndes fra venstre med kontakt nr. 1. Andet ciffer er funktionscifferet, og angiver hvilken funktion den enkelte kontakt har. En brydekontakt på et tidsrelæ har numrene 5 og 6, og en sluttekontakt har numrene 7 og 8, hvor det ulige tal vendes mod forsyningen. Dvs. at f.eks. tilslutning nr. 37 sidder på kontakt nr. 3 i sættet, og er en sluttekontakt.
Ved relæer monteret i sokkel er det soklens nummerering, der følges, og derfor ikke foranstående retningslinjer.

## Anvendelse
- I trappeopgange er belysningen ofte tidsindstillet, så lyset slukker automatisk et stykke tid efter det er tændt med en af kontakterne. Her bruges et tidsrelæ med off-delay.
- I ventilationssystemer kan det være nødvendig at ventilationen kører en tid før eller efter en anden handling. Eksempelvis udluftning i et badeværelse, hvor ventilatoren skal køre et stykke tid efter, man har forladt badet.
- I relæstyringer hvor et signal skal forsinkes eller forlænges.